# Jozef Kovalík
Jozef Kovalík (Bratislava, 4 november 1992) is een Slowaakse tennisspeler. Hij heeft vijf challengers in het enkelspel en één challenger in het dubbelspel op zijn naam staan.

## Palmares

### Enkelspel
| Nr.                  | Datum             | Toernooi     | Ondergrond | Tegenstander in finale | Score            | Details |
| -------------------- | ----------------- | ------------ | ---------- | ---------------------- | ---------------- | ------- |
| Gewonnen challengers |                   |              |            |                        |                  |         |
| 1.                   | 14 augustus 2014  | Meerbusch    | Gravel     | Andrej Koeznetsov      | 6-1, 6-4         |         |
| 2.                   | 10 april 2016     | Napels       | Gravel     | Arthur De Greef        | 6-3, 6-2         |         |
| 3.                   | 23 juni 2018      | Poprad Tatry | Gravel     | Arthur De Greef        | 6-4, 6-0         |         |
| 4.                   | 15 september 2019 | Szczecin     | Gravel     | Guido Andreozzi        | 6-7(5), 6-2, 6-4 |         |
| 5.                   | 24 november 2019  | Maia         | Gravel (i) | Constant Lestienne     | 6-0, 6-4         |         |

### Dubbelspel
| Nr.                  | Datum          | Toernooi | Ondergrond | Partner       | Tegenstanders in finale    | Score       | Details |
| -------------------- | -------------- | -------- | ---------- | ------------- | -------------------------- | ----------- | ------- |
| Gewonnen challengers |                |          |            |               |                            |             |         |
| 1.                   | 1 oktober 2017 | Rome     | Gravel     | Martin Kližan | Sander Gillé Joran Vliegen | 6-3, 7-6(5) |         |

## Resultaten grote toernooien
| Legenda | Legenda                          |
| ------- | -------------------------------- |
| g.t.    | geen toernooi gehouden           |
| l.c.    | lagere categorie                 |
| –       | niet deelgenomen                 |
| G       | uitgeschakeld in de groepsfase   |
| 1R      | uitgeschakeld in de eerste ronde |
| 2R      | uitgeschakeld in de tweede ronde |
| 3R      | uitgeschakeld in de derde ronde  |
| 4R      | uitgeschakeld in de vierde ronde |
| KF      | uitgeschakeld in de kwartfinale  |
| HF      | uitgeschakeld in de halve finale |
| F       | de finale verloren               |
| W       | het toernooi gewonnen            |
| w-v     | winst/verlies-balans             |

### Enkelspel
| grandslamtoernooien  |     |      |      |      |    |
| Australian Open      | 1R  | –    | –    | –    | 1R |
| Roland Garros        | –   | 1R   | 1R   | 1R   |    |
| Wimbledon            | –   | –    | –    | 1R   | –  |
| US Open              | 1R  | –    | –    | 1R   | 1R |
| ATP Masters 1000     |     |      |      |      |    |
| Indian Wells         | 2R  | –    | –    | –    | –  |
| Miami                | –   | –    | –    | –    | –  |
| Monte Carlo          | –   | –    | –    | –    | –  |
| Madrid               | –   | –    | –    | –    | –  |
| Rome                 | –   | –    | –    | –    |    |
| Montreal/Toronto     | –   | –    | –    | –    | –  |
| Cincinnati           | –   | –    | –    | –    | –  |
| Shanghai             | –   | –    | –    | –    | –  |
| Parijs               | –   | –    | –    | –    |    |
| olympisch            |     |      |      |      |    |
| Olympische Spelen    | –   | g.t. | g.t. | g.t. |    |
| statistieken         |     |      |      |      |    |
| totaal aantal titels | 0   | 0    | 0    | 0    | 0  |
| eindejaarsranking    | 117 | 165  | 85   | 139  |    |

## Resultaten grote toernooien
| Legenda | Legenda                          |
| ------- | -------------------------------- |
| g.t.    | geen toernooi gehouden           |
| l.c.    | lagere categorie                 |
| –       | niet deelgenomen                 |
| G       | uitgeschakeld in de groepsfase   |
| 1R      | uitgeschakeld in de eerste ronde |
| 2R      | uitgeschakeld in de tweede ronde |
| 3R      | uitgeschakeld in de derde ronde  |
| 4R      | uitgeschakeld in de vierde ronde |
| KF      | uitgeschakeld in de kwartfinale  |
| HF      | uitgeschakeld in de halve finale |
| F       | de finale verloren               |
| W       | het toernooi gewonnen            |
| w-v     | winst/verlies-balans             |

### Enkelspel
| grandslamtoernooien  |     |
| Australian Open      | –   |
| Roland Garros        | –   |
| Wimbledon            | –   |
| US Open              | 2R  |
| statistieken         |     |
| totaal aantal titels | 0   |
| eindejaarsranking    | 392 |